# Kapela sv. Duha, Večeslavci
Kapela je v kraju Večeslavci, spada v župnijo Pertoča, sedež 
občine pa ima v Rogašovcih. V prekmurščini Kapejla Svetoga Düha.

## Opis kapele
Na mestu današnje kapele je nekoč že stala majhna kapela, o kateri poroča vizitacijski zapisnik iz leta 1829 in jo omenja somboteljski šematizem leta 1914. Jožef Košič piše, da je bila ta kapela zgrajena leta 1815 in dobila prekmurski napis: Boug blagoszlovi nasse delo. Današnja je bila zgrajena leta 1928. 
Temeljito obnovljena je bila v letih 1994, ko so naredili hidroizolacijo in jo na novo pokrili z bobrovcem. Leta 1996 so kapelo zunaj in znotraj na novo ometali, ter prepleskali.  
Kapela je posvečena svetemu Duhu, proščenje pa je na binkošti.

## Arhitektura
Kapela iz leta 1928 ima vitek in visok zvonik s strmo streho. Deli jo pilasterska profilacija in okenske odprtine, ki so polkrožno zaključene.

## Razlaga izrazov
- bóbrovec  in  bôbrovec gladka, na enem koncu zaokrožena strešna opeka
- šematízem  publikacija s podatki o osebah in organizaciji kake dejavnosti
- piláster iz stene nekoliko izstopajoč pas z bazo in kapitelom
- kapitél zgornji zaključni del stebra
- profilírati oblikovati, prikazovati bistvene značilnosti koga ali česa
- vizitácija pregled in presoja delovanja kake cerkvene ustanove po določbah cerkvenega prava